# Heidelberger Landstraße 58
Das Landhaus in der Heidelberger Landstraße 58 ist ein Bauwerk in Darmstadt-Eberstadt. Es ist aus architektonischen und stadtgeschichtlichen Gründen ein Kulturdenkmal.

## Geschichte und Beschreibung
Das Landhaus wurde im Jahre 1905 nach Plänen des Architekten Heinrich Metzendorf erbaut. Bauherr war der Kunstmaler Philipp Müller.
Stilistisch gehört das Haus zur heimatlichen Bauweise. Das wuchtige Eckhaus besteht aus grob behauenem Sandstein. Dominierend ist der dreigeschossige Wohnturm.  Der Wohnturm besitzt einen flach geneigten, biberschwanzgedeckten Helm.
Erschlossen wird das Anwesen über das bogenförmig gemauerte Gartenportal aus der Bauzeit, das seitlich in den für den Landhausstil typischen weißen Lattenzaun übergehrt.